# Динамічний модуль
Динамі́чний мо́дуль (англ. dynamic modulus) — відношення механічного напруження до деформації в умовах гармонічних коливань прикладеного навантаження, котре викликає розтяг-стискання або деформацію зсуву за даними, що отримуються з умов експлуатації або тестових випробувань. Цей параметр використовується для характеристики в'язкопружних властивостей матеріалів.

## Зсув фаз між напруженням і деформацією
Властивості в'язкопружності матеріалів визначаються в умовах динамічних випробувань, при яких до зразка матеріалу прикладаються циклічні навантаження при яких фіксуються деформації. Можливі наступні випадки у залежності від властивостей матеріалу:
- у чисто пружних матеріалів напруження і деформації змінюються в одній фазі, так що досягнення максимуму деформації в умовах коливань відбувається одночасно з досягненням максимуму напружень;
- у чисто в'язких матеріалів, різниця фаз між напруженням і деформацією буде становити 90° (π/2 радіан) відставання за фазою;
- в'язкопружні матеріали за поведінкою в умовах динамічних випробувань перебувають десь у проміжку між чисто в'язкими і чисто пружними матеріалами, демонструючи деяке відставання за фазою деформації від напруження.

Напруження і деформацію у в'язкопружному матеріалі можна представити за допомогою наступних виразів:
- Деформація: {\displaystyle \varepsilon =\varepsilon _{0}\sin(t\omega )}
- Напруження: {\displaystyle \sigma =\sigma _{0}\sin(t\omega +\delta )\,}

де: {\displaystyle \omega } — циклічна частота коливання деформації;
{\displaystyle t} — час;
{\displaystyle \delta } — зсув фаз між напруженням і деформацією.

### Динамічні: модуль пружності та модуль втрат
Динамічні модуль пружності і модуль втрат (модуль в'язкості) для в'язкопружних матеріалів характеризують відповідно енергію пружної деформації, що накопичується (пружні властивості), та в'язкісну складову енергії, що розсіюється у вигляді тепла. Ці модулі для випадку деформації розтягу можуть бути визначені наступними рівняннями:
- модуль пружності: {\displaystyle E'={\frac {\sigma _{0}}{\varepsilon _{0}}}\cos \delta }
- модуль в'язкості (модуль втрат): {\displaystyle E''={\frac {\sigma _{0}}{\varepsilon _{0}}}\sin \delta }[1]

Аналогічно можна визначити модулі для випадку деформації зсуву модулі пружності та в'язкості {\displaystyle G'} і {\displaystyle G''}.
З використанням комплексних змінних динамічні модулі {\displaystyle E^{*}} та {\displaystyle G^{*}} можуть бути записані як:
{\displaystyle E^{*}=E'+iE''\,}
{\displaystyle G^{*}=G'+iG''\,},
де {\displaystyle i} — уявна одиниця {\displaystyle \left({i}^{2}=-1\right)\,}.
Кут механічних втрат (кут зсуву фаз) {\displaystyle \delta } визначається як:
{\displaystyle \delta =\operatorname {arctg} \left({\frac {E''}{E'}}\right)}.
Комплексний динамічний модуль і його складові сильно залежать від частоти і температури деформації: у загальному випадку зниження температури і підвищення частоти призводять до їх зростання.

## Використання
Динамічний модуль пружності є основною розрахунковою характеристикою, за якою визначають умови використання звукоізоляційних матеріалів в будівельних конструкціях. За цією величиною звукоізоляційні матеріали поділяють на три групи: 1-а група — матеріали з динамічним модулем пружності меншим за 1 МПа; 2-а група — 1…5 МПа і 3-я група — 5…15 МПа.
Динамічні модулі використовуються як характеристики полімерних матеріалів при дослідженнях методами динамічного механічного аналізу (ДМА) процесів їх старіння, та впливу на них температури. Для цього використовуються ДМА-аналізатори, у яких навантаження за синусоїдальним законом здійснюється за схемами триточкового згину або в умовах згасаючих крутильних коливань. ДМА дозволяє визначати:
- температуру склування;
- температури вторинних переходів;
- температурну залежність модулів;
- демпфувальні властивості.